# 国立台中科技大学中護健康学部
国立台中科技大学中護健康学部（こくりつたいちゅうかぎだいがくちゅうこけんこうがくぶ、繁: 國立臺中科技大學中護健康學院、英: National Taichung University of Science and Technology, College of Health）は、国立台中科技大学設置される学部の一つである。台中地区の看護師及び助産師の養成を目的に設置された看護専門学校「国立台中護理専科学校」が前身であり、2011年に国立台中技術学院と合併して「国立台中科技大学」の学部となった。

## 所在地
主要施設は台中市西区三民路の民生キャンパスと南屯区嶺東路の南屯キャンパス内に設置されている。

## 沿革
1955年8月に「台湾省立台中高級護理職業学校」として開校、3年制の看護科を設置された。1956年に「台湾省立台中高級護理助産職業学校」と改称、助産科を設置された。1962年に3年制の看護科は4年制の看護助産合訓科を改制された。1990年に4年制の看護助産合訓科は3年制の看護科を改制された。1997年に現所在地のキャンパスを施工した。2000年2月1日に「国立」に移管し、「国立台中高級護理助産職業学校」と改称された。

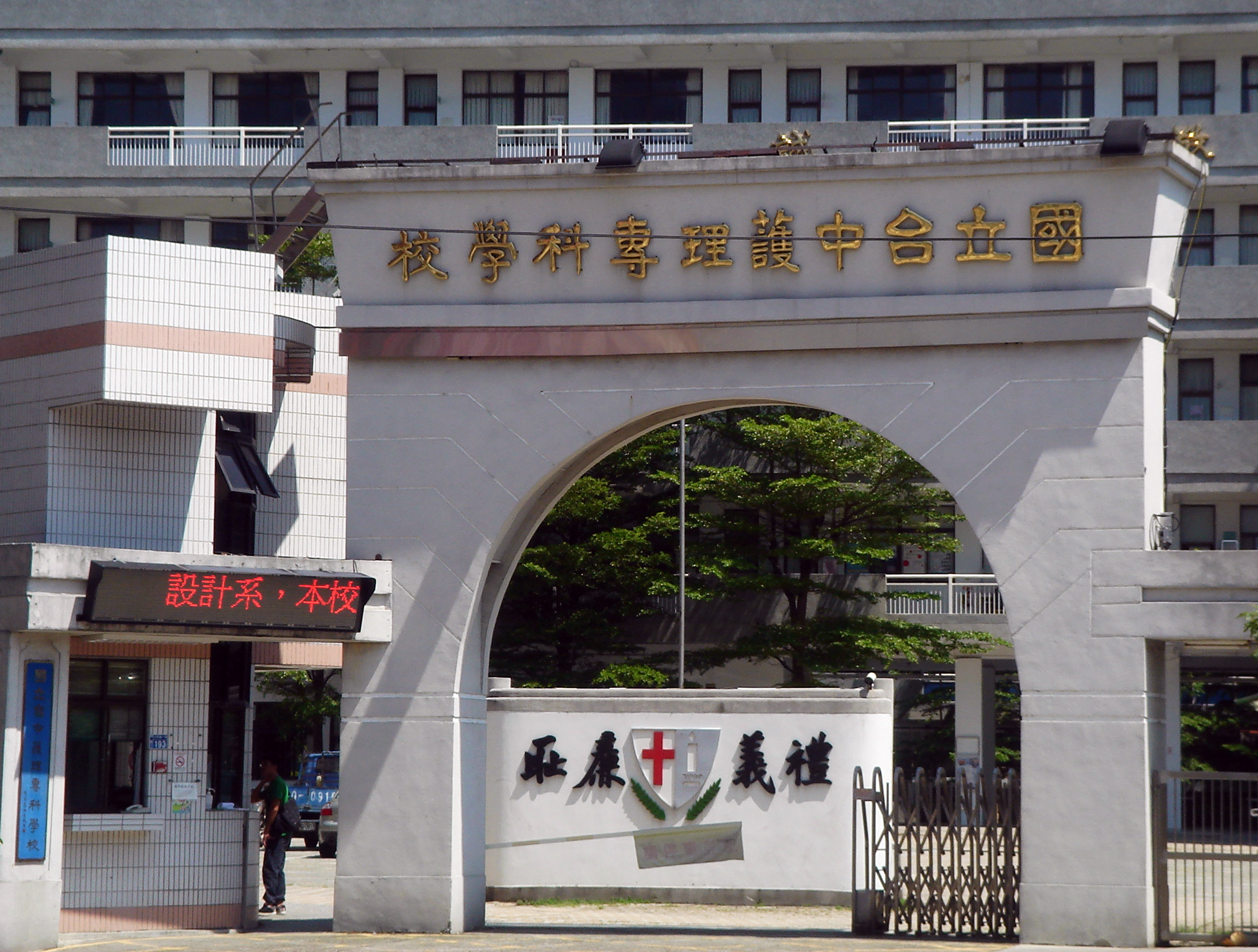
国立台中護理専科学校

2000年8月1日に「国立台中護理専科学校」と改称され、5年制と2年制の看護科が設置された。2001年8月に2年制在職専門課程を設置された。2007年8月に2年制の美容科を設置された。2009年に老人服務事業管理科を設置された。
2011年12月1日に「国立台中護理専科学校」ど「国立台中技術学院」を合併して、「国立台中科技大学」と改称され、「国立台中科技大学中護健康学部」となった。2012年に2年制学部課程の美容科、看護科及び老人服務事業管理科を設置された。2013年に全日部に4年制学部課程の美容科と老人服務事業管理科を設置された。2014年に全日部に4年制学部課程の看護科を設置された。2017年に大学院看護研究科修士課程を設置された。2020年に大学院美容研究科修士課程を設置された。

## 教育と研究

### 組織

#### 中護健康学部
- 看護科（五年制副学士課程、二年制学士課程、四年制学士課程）
- 美容科（二年制副学士課程、二年制学士課程、四年制学士課程）
- 老人服務事業管理科（二年制学士課程、四年制学士課程）

#### 大学院研究科
- 看護研究科（修士課程、修士在職専門課程）
- 美容研究科（修士課程）

## 教員

### 歴代校長・学部長

#### 中護時代歴代校長
| 代    | 氏名   | 任期               |
| ----- | ------ | ------------------ |
| 初代  | 林淑珍 | 1955年－1964年     |
| 第2代 | 桂万鈞 | 1964年－1966年     |
| 第3代 | 酆够珍 | 1966年－1983年     |
| 第4代 | 陳若慧 | 1983年－2005年     |
| 第5代 | 周守民 | 2005年－2011年12月 |

#### 中護健康学部歴代学部長
| 代    | 氏名   | 任期                  |
| ----- | ------ | --------------------- |
| 初代  | 黃宜純 | 2011年12月－2015年7月 |
| 第2代 | 陳筱瑀 | 2015年8月－2018年月   |
| 第3代 | 陳筱瑀 | 2018年月－2021年月    |
| 第4代 | 盧冠霖 | 2021年月－2024年月    |
| 第5代 | 陳夏蓮 | 2024年月－            |